# Озьорск (Калининградска област)
Озьорск (на руски: Озёрск) е град в Русия, административен център на Озьорски район, Калининградска област. Населението на града към 1 януари 2018 е 3935 души.